# 3730-as busz
A 3730-as jelzésű autóbuszvonal Miskolc, Gesztely, Megyaszó és Szerencs között húzódó regionális vonal, amelyet a Volánbusz Zrt. üzemeltet.

## Útvonala
A miskolci autóbusz-állomásról indul. A 3-as főúton indul el Szikszó irányába a Zsolcai kapun keresztül, a Gömöri felüljárón, a miskolci Volán-telep, illetve a város tömegközlekedését lebonyolító Miskolc Városi Közlekedési Zrt. (MVK) járműtelepjének szomszédságában közlekedik, eközben a Sajó folyót keresztezi, illetve több bevásárlóközpont mellett vezet útja. Az M30-as autópálya alatt átmegy, majd elhagyja a megyeszékhelyet.
A miskolci agglomeráció egyik körforgalmas csomópontjából (ahonnan Arnót, Szikszó, Felsőzsolca belterülete és a 37-es főút érhető el) keleti irányban elhalad a 37-es főúton az Alsózsolcához tartozó ipari területek mellett. Itt a napjainkban nem nagy jelentőséggel bíró, ongai üdülőterülethez néhanapján busz kitérést tesz. Azután az Északmagyarországi Regionális Vízművek Zrt. csúcsvízmű telepétől elérhető Belegrád azonos alkalommal érintett, mint a csavargyári bányatavak közeli üdülő. A vonal 15. kilométerénél érkezik az első jelentős településeire, az egymással összenőtt Hernádkakra és Gesztelyre (a főút szeli ketté őket), azonban előbbiben csak vasárnapokon tesz egy kört, utóbbiban folytatja útját. A Hernád partján fekvő község után egyedüli buszvonalként barangol tovább, kettő zsákfalut köt össze a megyeszékhellyel: elsőként a 2024. decemberéig létező 3732-es busz végállomását, Újcsanálost, majd Sóstófalvát. A folyó túloldalán a 3724-es buszokkal bejárt Ócsanálos fekszik. Később Alsódobsza következik, majd a történelmi Zemplén vármegye területén helyezkedik el a vonal felezőpontja: Megyaszó.

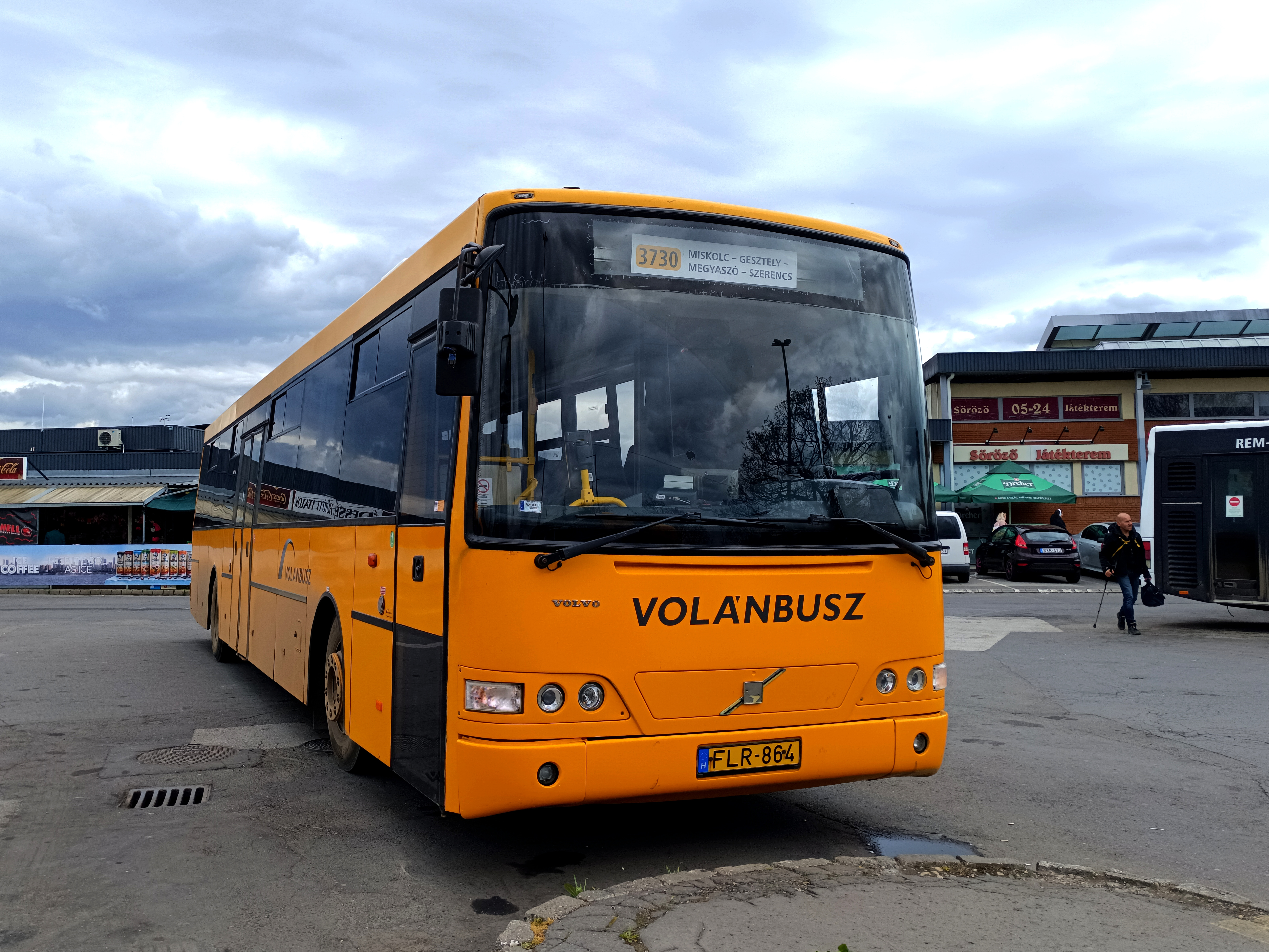
Évek óta állandó törzsjárműve a vonalnak

Több busz is tovább közlekedik, többek között a Gilip-patakon túli Legyesbényére, amin már egy Golopig tartó buszvonal is átfut. A település összenőtt a járásközponttal, mint ahogy Bekecs község is Szerencsnek külvárosi részévé vált. A 8000 fő lakta városnak központi helyszíne a vasútállomás, ami délkeleti részében, a szerencsi csokoládégyáron túl bonyolít le jelentős vasúti forgalmat, illetve a városi buszok végállomásaként szolgál.

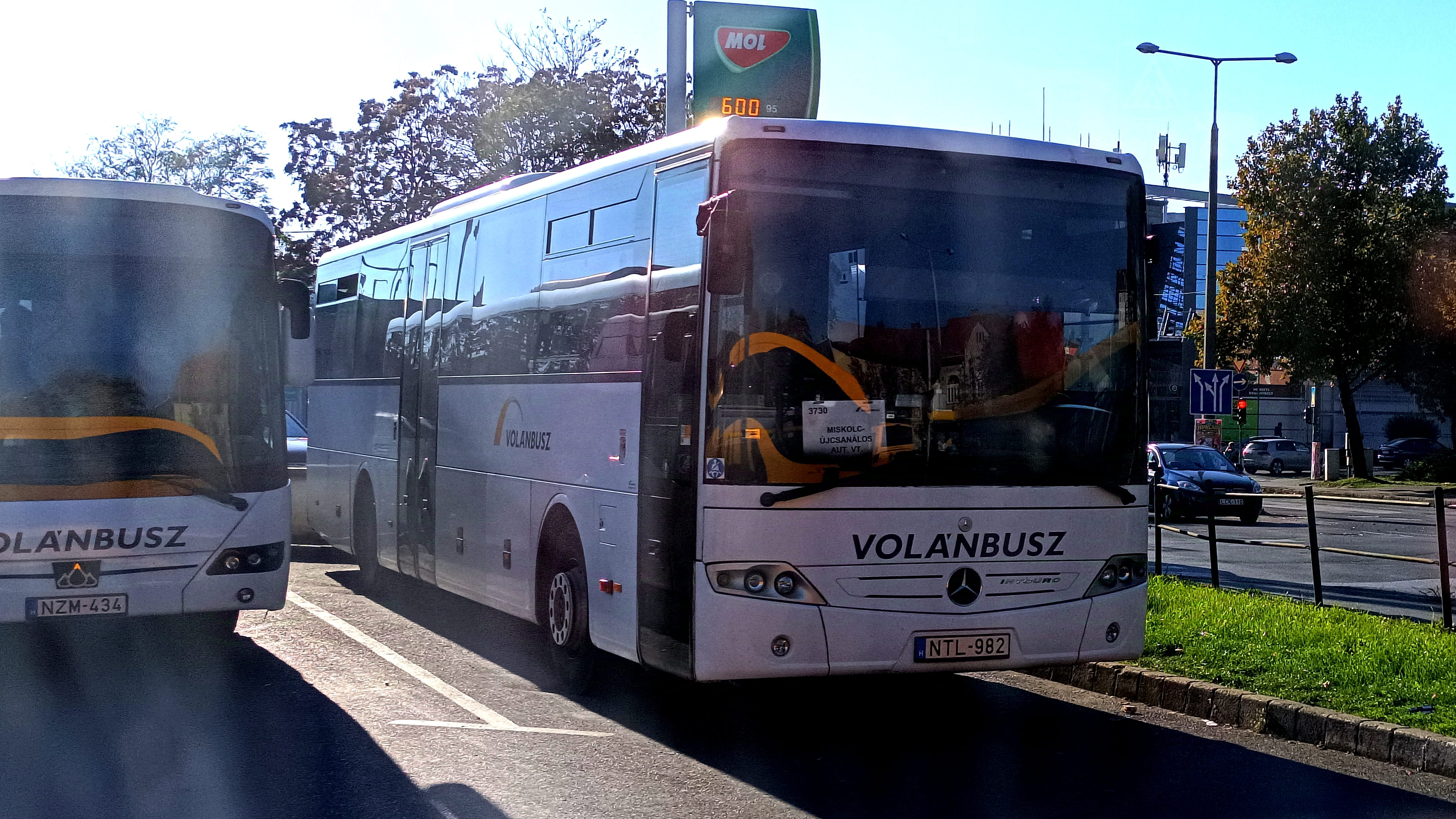
Az NTL-982 már csak helyközi forgalmat bonyolít le

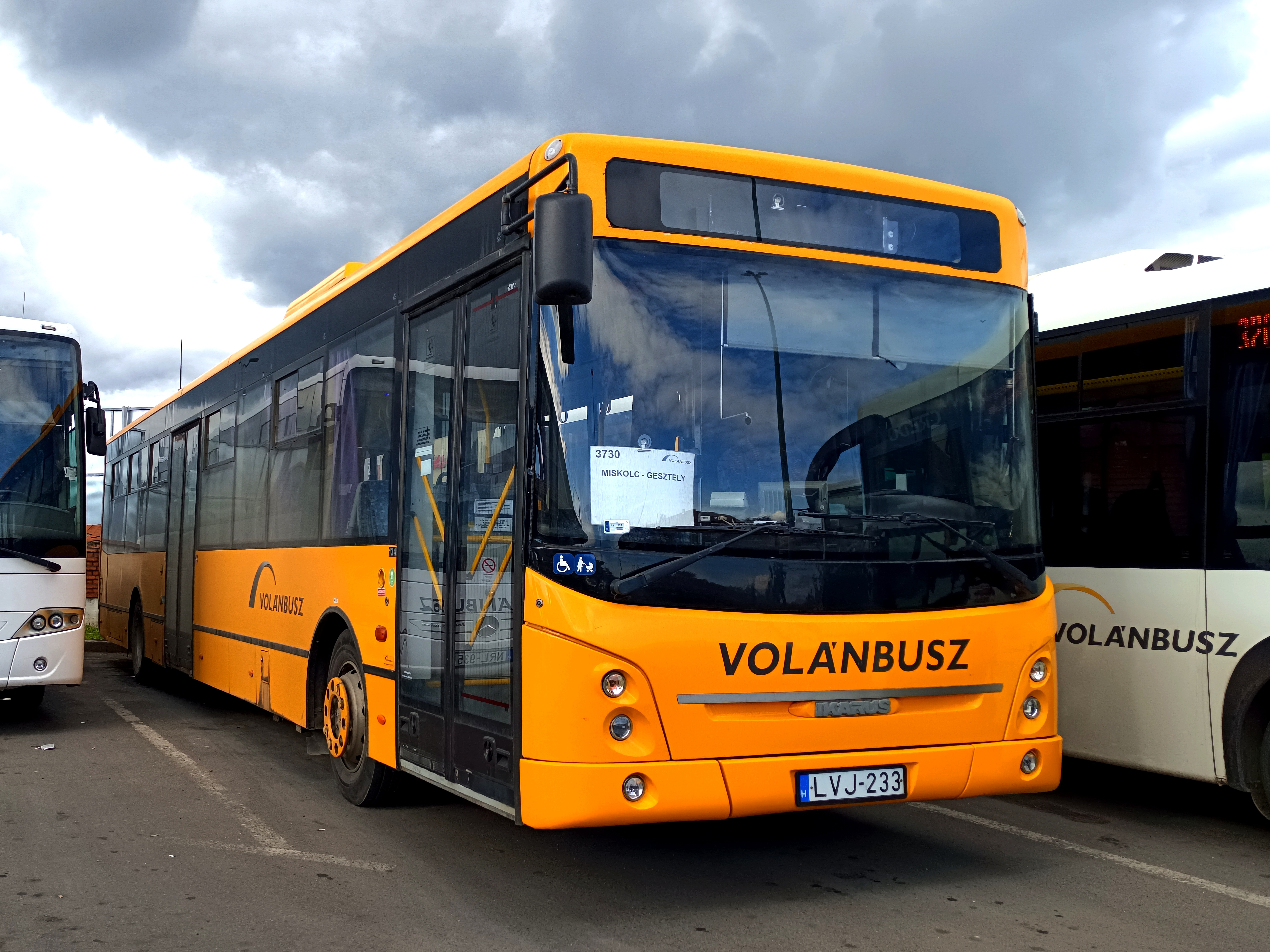
Az ARC megfelel egy Gesztelyig tartó járatnak

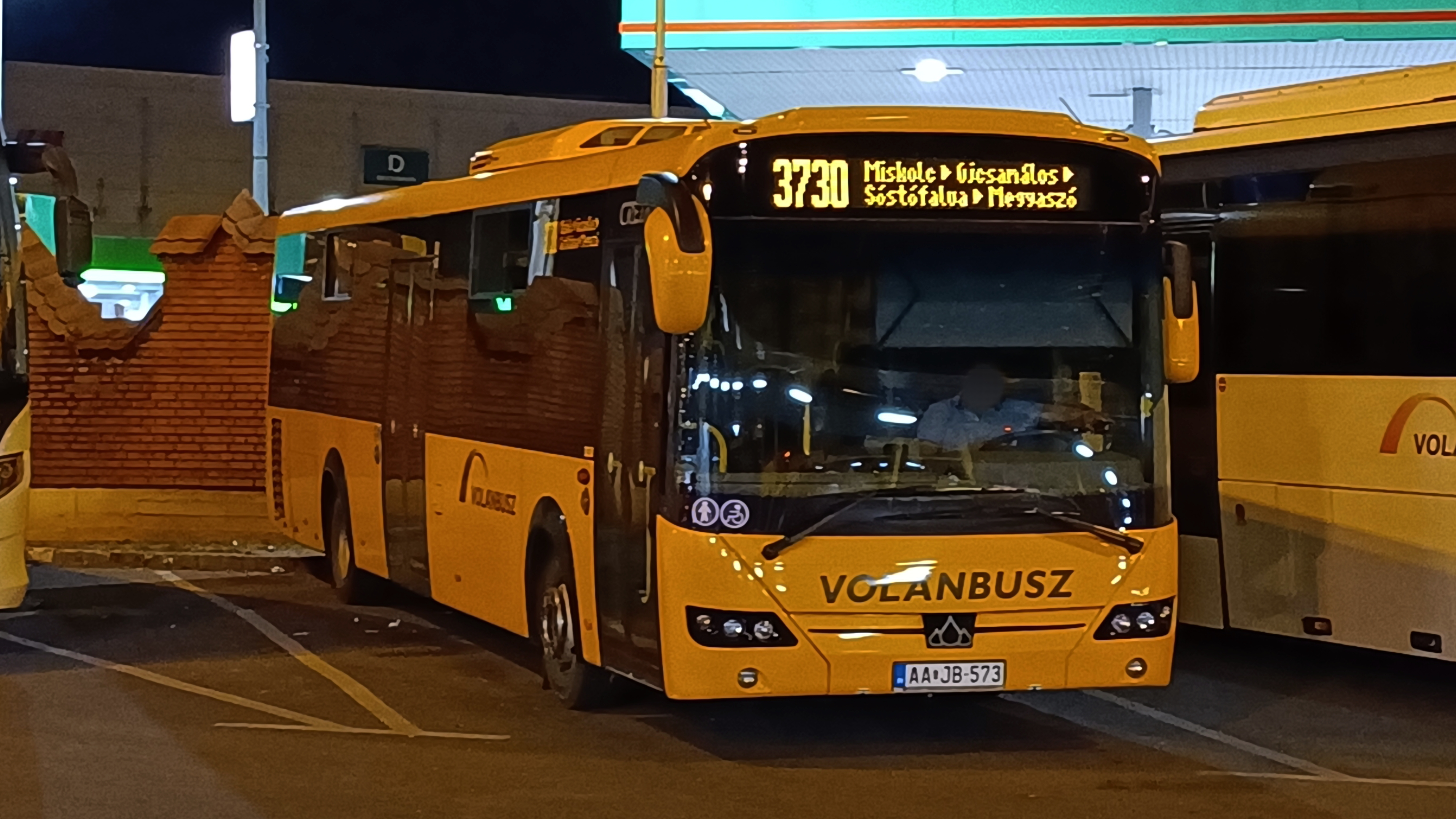
Hamarosan indul az utolsó járat aznap

## Közlekedése
Indításai a hét minden napján történnek, sűrű gyakorisággal. A miskolci üzemegység szóló járművei ingáznak rajta, legtöbbször Miskolc – Megyaszó és Megyaszó – Szerencs viszonylaton. A reggeli órákban mentesítő járatok is közlekednek többekközött Gesztelyről és Újcsanálosról. Gyakoriak a Credo Econell 12 és Mercedes-Benz Intouro autóbuszok.

### Törzsjárművei
- az FLR-864 rendszámú Volvo Alfa Regio,
- az NTL-982 rendszámú Mercedes-Benz Intouro,
- az AA JB-572 rendszámú Credo Econell 12,
- az AA JB-573 rendszámú Credo Econell 12,
- az AA JB-574 rendszámú Credo Econell 12 autóbuszok.

| Viszonylat                                | Indításszám     | Közlekedési rend          |
| ----------------------------------------- | --------------- | ------------------------- |
| Miskolc, aut. áll. – Gesztely, aut. ford. | 1 oda, 2 vissza | tanítási napokon          |
| Miskolc, aut. áll. – Gesztely, aut. ford. | 1 vissza        | tanszünetben munkanapokon |
| Miskolc, aut. áll. – Gesztely, aut. ford. | 1 vissza        | szabadnapokon             |
| Miskolc, aut. áll. – Gesztely, aut. ford. | 2 oda, 4 vissza | munkaszüneti napokon      |
| Miskolc, aut. áll. – Újcsanálos, aut. vt. | 2 oda, 3 vissza | tanítási napokon          |
| Miskolc, aut. áll. – Újcsanálos, aut. vt. | 2 oda, 1 vissza | tanszünetben munkanapokon |
| Miskolc, aut. áll. – Sóstófalva, kh.      | 1 pár           | tanítási napokon          |
| Miskolc, aut. áll. – Megyaszó, aut. vt.   | 8 oda, 7 vissza | munkanapokon              |
| Miskolc, aut. áll. – Megyaszó, aut. vt.   | 7 oda, 5 vissza | szabadnapokon             |
| Miskolc, aut. áll. – Megyaszó, aut. vt.   | 5 oda, 3 vissza | munkaszüneti napokon      |
| Miskolc, aut. áll. – Szerencs vá.         | 8 oda, 9 vissza | munkanapokon              |
| Miskolc, aut. áll. – Szerencs vá.         | 4 oda, 6 vissza | szabadnapokon             |
| Miskolc, aut. áll. – Szerencs vá.         | 2 oda, 4 vissza | munkaszüneti napokon      |
| Megyaszó, aut. vt. – Szerencs vá.         | 4 oda, 3 vissza | tanítási napokon          |
| Megyaszó, aut. vt. – Szerencs vá.         | 3 oda, 2 vissza | tanszünetben munkanapokon |
| Megyaszó, aut. vt. – Szerencs vá.         | 3 oda, 1 vissza | szabadnapokon             |
| Megyaszó, aut. vt. – Szerencs vá.         | 3 oda, 2 vissza | munkaszüneti napokon      |

## Megállóhelyei
| 0                                                                                         | Miskolc, autóbusz-állomás végállomás                       | 0.0 km  | 1, 1G, 3, 3A, 4, 7, 11, 12G, 20, 20A, 24, 28, 32, 34G, 35, 43, 44, 45, 101B, 900, 914, 935 1050, 1053, 1369, 1370, 1372, 1373, 1374, 1375, 1376, 1377, 1380, 1381, 1383, 1384, 1410, 1411 3700, 3701, 3702, 3703, 3704, 3705, 3706, 3707, 3708, 3709, 3710, 3711, 3712, 3714, 3715, 3716, 3717, 3718, 3719, 3720, 3721, 3722, 3723, 3724, 3726, 3727, 3728, 3729, 3731, 3733, 3734, 3735, 3736, 3737, 3738, 3739, 3740, 3741, 3742, 3743, 3744, 3745, 3746, 3747, 3748, 3749, 3750, 3751, 3752, 3753, 3754, 3755, 3757, 3760, 3761, 3764, 3765, 3766, 3767, 3770, 3772, 3773, 3774, 3775, 3776, 3777, 4019 |
| 1                                                                                         | Miskolc, Baross Gábor utca                                 | 1.5 km  | 7, 8 3706, 3710, 3712, 3715, 3716, 3717, 3718, 3719, 3720, 3721, 3722, 3723, 3724, 3726, 3727, 3728, 3729, 3731, 3733, 3734, 3735, 3736, 3737 |
| 2                                                                                         | Miskolc, Szondi György utca                                | 2.0 km  | 1, 1G, 3A, 7, 8, 12G, 14G, 20, 21, 21G, 30, 31, 32, 34G, 35, 35G, 101B, 900, 901, 935, Auchan 1 3706, 3710, 3712, 3715, 3716, 3717, 3718, 3719, 3720, 3721, 3722, 3723, 3724, 3726, 3727, 3728, 3729, 3731, 3733, 3734, 3735, 3736, 3737 |
| 3                                                                                         | Miskolc, Fonoda utca                                       | 2.3 km  | 7 3706, 3710, 3712, 3715, 3716, 3717, 3718, 3719, 3720, 3721, 3722, 3723, 3724, 3726, 3727, 3728, 3729, 3731, 3733, 3734, 3735, 3736, 3737 |
| 4                                                                                         | Miskolc, Metro áruház                                      | 3.3 km  | 7 3706, 3710, 3712, 3715, 3716, 3717, 3718, 3719, 3720, 3721, 3722, 3723, 3724, 3726, 3727, 3728, 3729, 3731, 3733, 3734, 3735, 3736, 3737 |
| 5                                                                                         | Miskolc, Auchan áruház                                     | 3.8 km  | 7, Auchan 1 3706, 3710, 3712, 3715, 3716, 3717, 3718, 3719, 3720, 3721, 3722, 3723, 3724, 3726, 3727, 3728, 3729, 3731, 3733, 3734, 3735, 3736, 3737 |
| 6                                                                                         | Felsőzsolca, bejárati út                                   | 6.3 km  | 3724, 3726, 3727, 3729, 3731 |
| 7                                                                                         | Felsőzsolca, gyümölcsös                                    | 7.3 km  | 3726, 3727, 3731 |
| Munkanapokon 2 alkalommal érintett.                                                       |                                                            |         | |
| ∫                                                                                         | Onga, üdülőtelep                                           | ∫       | |
| 8                                                                                         | Csavaripari elágazás                                       | 10.4 km | 3726, 3727, 3729, 3731 |
| 9                                                                                         | Keleti Csúcsvízmű                                          | 12.5 km | 3726, 3727, 3729, 3731 |
| Munkanapokon 2; hétvégén 1 alkalommal érintett.                                           |                                                            |         | |
| ∫                                                                                         | Hernádkak (Belegrád), autóbusz-forduló                     | ∫       | 3726, 3731 |
| 9                                                                                         | Keleti Csúcsvízmű                                          | 12.5 km | 3726, 3727, 3729, 3731 |
| Munkaszüneti napokon 1 alkalommal érintett.                                               |                                                            |         | |
| ∫                                                                                         | Hernádkak, Széchenyi utca                                  | ∫       | 3726, 3727, 3729, 3731 |
| ∫                                                                                         | Hernádkak, Béke tér                                        | ∫       | 3726, 3727, 3731 |
| ∫                                                                                         | Hernádkak, Kossuth út 5.                                   | ∫       | 3726, 3727, 3731 |
| ∫                                                                                         | Hernádkak, Széchenyi utca                                  | ∫       | 3726, 3727, 3729, 3731 |
| 10                                                                                        | Gesztely, Attila utca                                      | 14.8 km | 3726, 3727, 3729, 3731 |
| 11                                                                                        | Gesztely, Petőfi utca 12.                                  | 15.8 km | 3726, 3727, 3731 |
| 12                                                                                        | Gesztely, aut. ford. / Rákóczi u. 16. vonalközi végállomás | 16.5 km | 3726, 3727, 3731 |
| 13                                                                                        | Újcsanálosi elágazás                                       | 20.4 km | |
| Tanítási napokon 7; tanszünetben munkanapokon 3; szabadnapokon 3 alkalommal nem érintett. |                                                            |         | |
| 14                                                                                        | Újcsanálos, Sóstói tanya                                   | 21.2 km | |
| 15                                                                                        | Újcsanálos, autóbusz-váróterem vonalközi végállomás        | 22.6 km | |
| 16                                                                                        | Újcsanálos, Sóstói tanya                                   | 24.0 km | |
| 17                                                                                        | Újcsanálosi elágazás                                       | 24.8 km | |
| 18                                                                                        | Sóstófalvai elágazás                                       | 27.1 km | |
| Munkanapokon 6; szabadnapokon 5; munkaszüneti napokon 2 alkalommal nem érintett.          |                                                            |         | |
| 19                                                                                        | Sóstófalva, községháza vonalközi végállomás                | 28.0 km | |
| 20                                                                                        | Sóstófalvai elágazás                                       | 28.9 km | |
| 21                                                                                        | Alsódobsza, Petőfi utca                                    | 31.4 km | |
| 22                                                                                        | Alsódobsza, Béke utca                                      | 32.1 km | |
| 23                                                                                        | Megyaszó, Fő út                                            | 35.5 km | |
| 24                                                                                        | Megyaszó, autóbusz-váróterem vonalközi végállomás          | 36.1 km | |
| 25                                                                                        | Megyaszó, Rákóczi utca                                     | 36.9 km | |
| 26                                                                                        | Gilip-híd                                                  | 41.3 km | |
| 27                                                                                        | Legyesbénye, autóbusz-váróterem                            | 44.1 km | 3860 |
| 28                                                                                        | Legyesbénye, monoki elágazás                               | 45.2 km | 3860 |
| 29                                                                                        | Bekecs, posta                                              | 45.9 km | 3729, 3859, 3860 |
| 30                                                                                        | Bekecs, alsó                                               | 46.9 km | 3729, 3859, 3860 |
| 31                                                                                        | Szerencs, malom                                            | 47.5 km | 3729, 3806, 3807, 3851, 3852, 3859, 3860 |
| 32                                                                                        | Szerencs, posta                                            | 48.2 km | 3729, 3806, 3807, 3851, 3852, 3859, 3860 |
| 33                                                                                        | Szerencs, központi iskola                                  | 48.9 km | 3729, 3806, 3807, 3851, 3852, 3859, 3860, 3895 |
| 34                                                                                        | Szerencs, csokoládégyár                                    | 49.5 km | 3729, 3806, 3807, 3851, 3852, 3853, 3855, 3859, 3860, 3895 |
| 35                                                                                        | Szerencs vasútállomás végállomás                           | 50.2 km | 3729, 3806, 3851, 3852, 3853, 3855, 3859, 3860 IC, személyvonat – Szerencs [80/98/100c] |